# Bill Looby
William Edward Looby (St. Louis, Misuri; 20 de noviembre de 1931-9 de diciembre de 1998), más conocido como Bill Looby, fue un delantero de fútbol estadounidense que desarrolló toda su carrera en las ligas de St. Louis.

## Trayectoria
En el otoño de 1949, jugó para Dohle's de la Major League de St. Louis. En abril de 1950, firmó con Zenthoefer Furs en la Liga Municipal de St. Louis.
En el otoño de 1950, se unió a los St. Louis Raiders, que ganaron la Copa Nacional Amateur en 1952. Jugó las siguientes 2 temporadas con el Grapette Soccer, reincorporándose al equipo ahora conocido como St. Louis Kutis en 1954, donde estuvo hasta 1970.

## Selección nacional
En 1954, se convirtió en miembro de la selección nacional de Estados Unidos. En 1956, jugó para el equipo amateur en los Juegos Olímpicos de verano de 1956.

### Participaciones en Juegos Olímpicos
| Torneo                   | Sede      | Resultado        |
| ------------------------ | --------- | ---------------- |
| Juegos Olímpicos de 1956 | Melbourne | Cuartos de final |

## Clubes
| Club              | País           | Año       |
| ----------------- | -------------- | --------- |
| Dohle's           | Estados Unidos | 1949-1950 |
| Zenthoefer Furs   | Estados Unidos | 1950      |
| St. Louis Raiders | Estados Unidos | 1950-1952 |
| Grapette Soccer   | Estados Unidos | 1952-1954 |
| St. Louis Kutis   | Estados Unidos | 1954-1970 |

## Palmarés

### Títulos nacionales
| Título                   | Equipo          | País           | Año  |
| ------------------------ | --------------- | -------------- | ---- |
| Copa Nacional Aficionada | St. Louis Kutis | Estados Unidos | 1956 |
| Copa Nacional Aficionada | St. Louis Kutis | Estados Unidos | 1957 |
| National Challenge Cup   | St. Louis Kutis | Estados Unidos | 1957 |
| Copa Nacional Aficionada | St. Louis Kutis | Estados Unidos | 1958 |
| Copa Nacional Aficionada | St. Louis Kutis | Estados Unidos | 1959 |
| Copa Nacional Aficionada | St. Louis Kutis | Estados Unidos | 1960 |